# 法尔先特
法尔先特是德国巴伐利亚州的一个市镇。总面积25.76平方公里，总人口3729人，其中男性1829人，女性1900人（2011年12月31日），人口密度145人/平方公里。